# Serigne Mbaye Thiam
Serigne Mbaye Thiam, né le 28 décembre 1957 à Keur Madiabel, est un homme politique sénégalais, membre du Parti socialiste. 
Il a été plusieurs fois député à l'assemblée nationale du Sénégal[réf. nécessaire]. Il a été le directeur de campagne du candidat socialiste sénégalais, Ousmane Tanor Dieng, à l'élection présidentielle sénégalaise de 2012. 
Il est nommé le 4 avril 2012 dans le gouvernement de Abdoul Mbaye porte-parole du gouvernement et Ministre de l'enseignement supérieur et de la recherche.
À l'issue du remaniement qui a lieu le 29 octobre 2012, il devient Ministre de l’Éducation nationale jusqu'au 7 avril 2019, puis Ministre de l’Eau et de l’Assainissement.
Il est le parrain de l'écrivaine Diary Sow.